# 王銘
王 銘（おう めい、生年不詳 - 1393年）は、元末明初の軍人。字は子敬。本貫は和州。

## 生涯
はじめ兪通海の麾下にあり、至正16年（1356年）には兪通海に従って元の蛮子海牙を采石に破った。戦闘においては決死の士を率いて奇兵突撃を敢行し、しばしば功績を挙げた。張士誠と太湖で戦ったとき、王銘は流れ矢を右臂に受けて負傷したが、佩刀を引いて鏃を掘り出し、戦闘に復帰した。通州の黄橋・鵝項の諸寨を抜いた。
至正20年（1360年）、龍湾の戦いで陳友諒を破ると、王銘は采石まで追撃して、ひとりで敵陣に突入した。三度にわたる突撃で多数を殺傷した。朱元璋から文綺銀碗を賜り、その宿衛を任された。朱元璋に従って江州を奪取し、康郎山と涇江口で戦い、英山諸寨を攻略し、管軍百戸に抜擢された。常遇春に従って湖州の昇山で戦った。旧館の戦いや烏鎮の戦いなど前後数十戦に参加して、功績が多く、松江の守備を命じられた。太倉に移り、倭寇1000人あまりを捕斬した。
洪武4年（1371年）、南京に槍を得意とする百戸が集められて試合が行われると、王銘に対抗できる腕前の者はいなかった。王銘は官を歴任して長淮衛指揮僉事となり、温州に移駐して守備した。洪武帝（朱元璋）の許可を受けて府城を修繕して堀を浚渫し、以前の倍の規模に拡張した。王銘がしばらく郷里の和州にもどることを告げると、温州の士女たちは道を塞いで見送った。後に右軍都督僉事となった。
洪武26年（1393年）、藍玉の獄に連座して処刑された。